# Дженніфер Лопес
Дже́нніфер Лінн Ло́пес (англ. Jennifer Lynn Lopez; нар. 24 липня 1969, Бронкс, Нью-Йорк, США) — американська акторка, співачка, танцюристка, модельєрка, продюсерка та підприємиця. Дворазова номінантка премії «Золотий глобус» (1998, 2020).
За підсумками 2019 року перебуває на 7-му місці рейтингу Forbes серед найбільш високооплачуваних акторів (на першому — серед жінок-акторок); її заробіток склав $47,5 млн (56-те місце в загальному рейтингу знаменитостей).

## Біографія
Народилася в сім'ї вихідців з Пуерто-Рико в Бронксі, районі Нью-Йорку, де мешкають представники національних меншин та високий рівень безробіття й злочинності. Має двох сестер. Мати працювала вихователькою у дитсадку та доглядала за доньками, а батько був бізнесменом. Дженніфер 12 років провчилася у католицькій школі для дівчат, де виявила ранній інтерес до співу і танців. Її улюбленою акторкою з дитячих років залишається Ріта Морено, виконавиця однієї з головних жіночих ролей у стрічці «Вестсайдська історія».
Акторську кар'єру Дженніфер розпочала 1991 року роллю танцюристки в телесеріалі «У яскравих барвах», куди потрапила за протекції латиноамериканської акторки Розі Перез. У кіно Лопес дебютувала 1995 року роллю самотньої мексиканської матері у стрічці «Моя родина». Потім була суто декоративна роль поруч з Веслі Снайпсом та Вуді Гаррельсоном у фільмі «Поїзд з грошима» (1995). Перший великий успіх принесла головна роль у стрічці «Селена» (1997) про американсько-мексиканську співачку Селену, яку в 1995 застрелила її шанувальниця. З того часу Лопес працює без перепочинку: «Анаконда», «Джек» Френсіса Копполи, працювала з Джеком Ніколсоном у фільмі Боба Рафелсона «Кров і вино», в картині Олівера Стоуна «Поворот». Знялась в еротичному трилері Стівена Содерберга «Поза полем зору» з Джорджем Клуні.
На початку 2000-х Лопес активно знімалася, випускала нові сингли та альбоми (J.Lo, сингл «Love Don't Cost A Thing» «This Is Me… Than»), чим здобула світову популярність і авторитет в американському шоу-бізнесі. Багато з синглів Лопес очолювали знані американські та британські музичні хіт-паради. Лопес удостоєна численних нагород як провідна латиноамериканська співачка та акторка. Вона збудувала приголомшливу кар'єру. Якщо за роль у «Селені» вона отримала мільйон доларів, то за роботу у фільмі Содерберга її агенти вимагали вже п'ять мільйонів і отримали два.
У 2011 році журнал People визнав Дженніфер Лопес найкрасивішою людиною світу. У цьому ж році Лопес презентувала новий альбом «Love?» з основним синглом «On the floor», який побив рекорди перегляду у YouTube — близько 100 млн переглядів з усього світу. Журналісти назвали цю подію справжнім поверненням Лопес на світову сцену після менш вдалих спроб та кар'єрних пауз на народження дітей.
У 2024 році випустила кліп на пісню Can't Get Enough, який зрежисувала українська режисерка Таню Муїньо.
У 2025 році виконала мрію всього життя, зігравши дві головні ролі у мюзиклі «Поцілунок жінки-павука». Критики вкрай високо сприйняли перевтілення Лопес — Майк Флемінг з видання Deadline назвав його «найкращою роллю акторки з часів „Поза полем зору“ (1998)».

## Особисте життя
22 лютого 1997 року Лопес одружилася з офіціантом-кубинцем Охані Ноа (англ. Ojani Noa), якому вдалося втекти з «острова свободи» (його батьки залишилися на Кубі). Познайомилась пара в одному з ресторанів Маямі, весілля широко висвітлювала преса. Лопес придбала чоловіку ресторан. В березні 1998 року пара розійшлась.
29 вересня 2001 року одружилася з Крісом Джаддом (англ. Cris Judd), у серпні 2002 розлучилася. З 2002 року до 2004 року була заручена з Беном Аффлеком, але спільне життя не склалося.

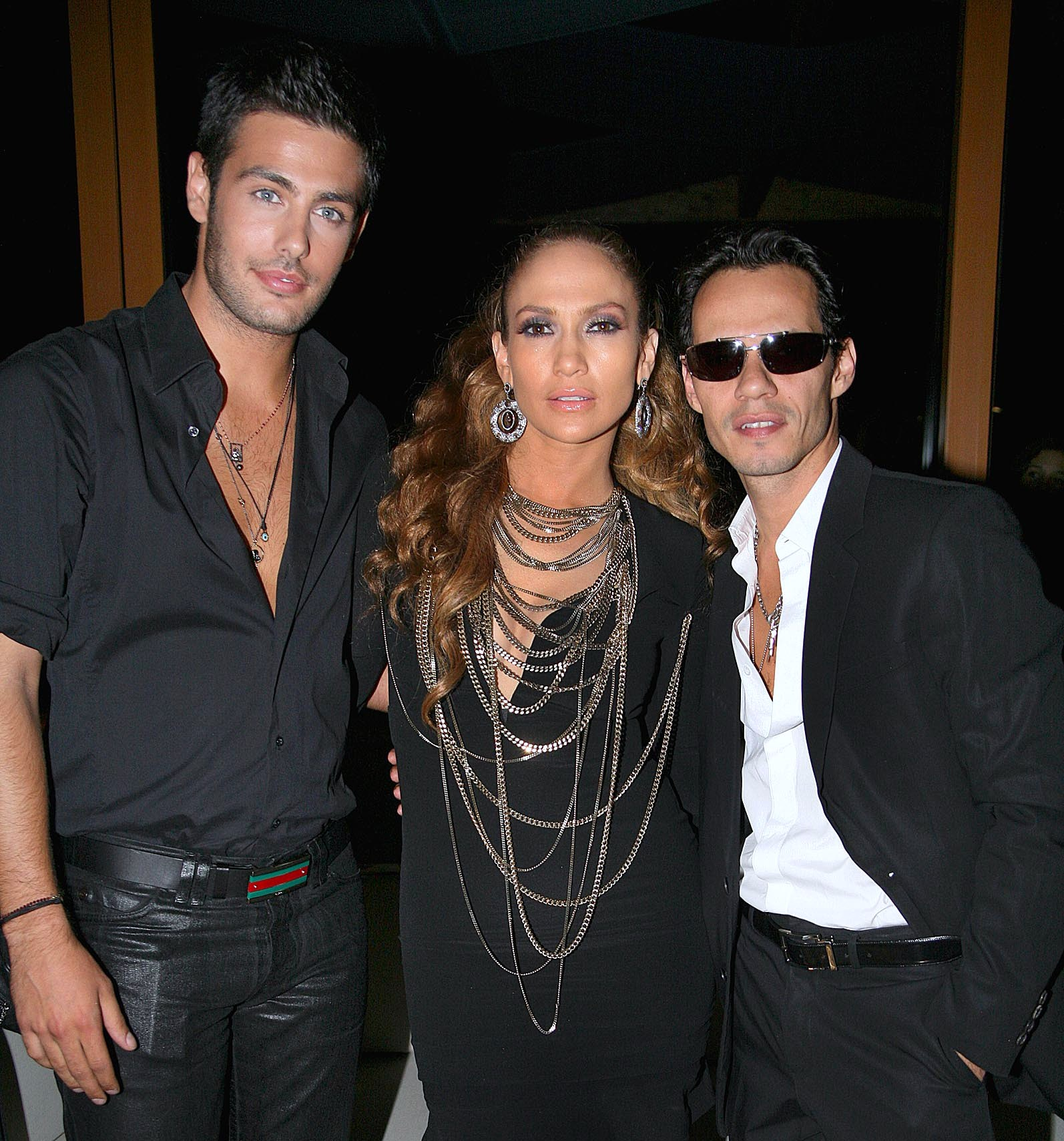
Костас Мартакіс, Дженніфер Лопес і Марк Ентоні, 2008 рік

5 червня 2004 року Лопес одружилася зі співаком Марком Ентоні. 22 лютого 2008 року вона народила двійнят — сина Макса та дочку Еммі.
15 липня 2011 року в спільній заяві Лопес і Ентоні оголосили про намір розлучитися через важкий період, у ході якого з'ясувалося багато проблемних точок зору (ініціаторкою розлучення стала Лопес). Офіційно шлюб припинився 16 червня 2014 року, 31 грудня акторка повернула своє прізвище Лопес замість Лопес-Муніз (від справжнього прізвища Марка Ентоні).
У 2011—2016 роках Лопес мала стосунки зі своїм колишнім танцюристом Каспером Смартом.
У лютому 2017 почала зустрічатися з Алексом Родрігесом (англ. Alexander Emmanuel Rodriguez), колишнім бейсболістом «Нью-Йорк Янкіз». У березні 2019 року вони оголосили про заручини, але двічі відкладали весілля через пандемію COVID-19. У березні 2021 року пара оприлюднила заяву, що вони «працюють над деякими речами». У квітні 2021 року — оголошують про припинення своїх стосунків.
У квітні 2021 року було повідомлено, що Лопес і Аффлек знову зустрічаються, і Лопес публічно підтвердила стосунки у липні 2021 року. Протягом багатьох років після розриву вони підтримували зв'язок і добре відгукувалися один про одного в пресі. І Аффлек, і Лопес говорили про другий шанс одне з одним після возз'єднання. 8 квітня 2022 року Лопес оголосила про їхні другі заручини через 20 років після першої пропозиції. Вони одружилися в Лас-Вегасі 16 липня 2022 року.
У пресі йшлося, що Лопес і Марк Ентоні відвідували Церкву саєнтології Центру знаменитостей у Голлівуді наприкінці 2006 року. За чутками, Лопес і Ентоні стали саєнтологами в той період часу за сприяння Анжело Пагана, чоловіка акторки Лії Реміні. Незадовго до цього Лопес повідомила журналістам NBC: «Ні, я не саєнтологиня. Я виросла як католичка. Але це дико, як взагалі люди реагують на це. Для мене це так дивно. Це взагалі одні з найчудовіших людей, яких я коли-небудь зустрічала у своєму житті». Потім вона додала: «Мій тато був саєнтологом близько двадцяти років. Він найкраща людина з усіх, що я знаю у своєму житті. І для мене дико, що люди хочуть представити це в негативному світлі». Близька подруга Лопес Леа Реміні теж є саєнтологинею.
Дженніфер Лопес довгий час була любителькою фастфуду, від якого відмовилась після народження дітей.
16 липні 2022 року Лопес одружилася з Беном Аффлеком. 2 липня 2024 року вони розлучилися.

## Громадянська позиція
Разом з чоловіком засудила російське вторгнення в Україну.
У 2024 році підтримала кандидатку від Демократичної партії Камалу Гарріс на президентських виборах у США.

## Фільмографія
| Рік       |    | Українська назва                                         | Оригінальна назва                         | Роль                                       |
| --------- | -- | -------------------------------------------------------- | ----------------------------------------- | ------------------------------------------ |
| 2025      | ф  | Поцілунок жінки-павука                                   | Kiss of the Spider-Woman                  | Інгрід Луна / Аврора                       |
| 2023      | ф  | Мати                                                     | The Mother                                | Мати                                       |
| 2023      | ф  | Нестримне весілля                                        | Shotgun Wedding                           | Дарсі                                      |
| 2022      | ф  | Вийду за тебе                                            | Marry Me                                  | Кет Вальдес                                |
| 2019      | ф  | Стриптизерки                                             | Hustlers                                  | Рамона Вега                                |
| 2018      | ф  | Почни спочатку                                           | Second Act                                | Мая                                        |
| 2016—2018 | с  | Відтінки синього                                         | Shades of Blue                            | Гарлі Сантос / Гарлі Маккорд (36 епізодів) |
| 2004—2018 | с  | Вілл і Грейс                                             | Will & Grace                              | камео (4 епізоди)                          |
| 2016      | мф | Льодовиковий період: Курс на зіткнення                   | Ice Age: Collision Course                 | Шира (голос)                               |
| 2015      | мф | Нарешті вдома                                            | Home                                      | Люсі Туччі (голос)                         |
| 2015      | ф  | Ліла і Єва                                               | Lila & Eve                                | Єва Рафаель                                |
| 2015      | ф  | Фатальна пристрасть                                      | The Boy Next Door                         | Клер Пітерсон                              |
| 2013      | ф  | Паркер                                                   | Parker                                    | Леслі Роджерс                              |
| 2012      | вг | Ice Age: Continental Drift (комп. гра)                   | Ice Age: Continental Drift — Arctic Games | Шира (голос)                               |
| 2012      | мф | Льодовиковий період 4: Континентальний дрейф             | Ice Age 4: Continental Drift              | Шира (голос)                               |
| 2012      | ф  | Чого чекати, коли чекаєш на дитину                       | What to Expect When You're Expecting      | Голлі                                      |
| 2011      | мф | Скрат і континентальний розлом: частина 2 (короткометр.) | Scrat's Continental Crack-Up: Part 2      | Шира (голос)                               |
| 2010      | ф  | Запасний план                                            | The Back-Up Plan                          | Зої                                        |
| 2010      | с  | Як я зустрів вашу маму                                   | How I Met Your Mother                     | Аніта Еплбі (1 епізод)                     |
| 2007      | ф  | Прикордонне містечко                                     | Bordertown                                | Лорен Едріан                               |
| 2006      | ф  | Співак                                                   | El cantante                               | Пучі                                       |
| 2005      | ф  | Незакінчене життя                                        | An Unfinished Life                        | Джин Гілкісон                              |
| 2005      | ф  | Якщо свекруха — монстр                                   | Monster-in-Law                            | Чарлі / Шарлотта Кантіліні                 |
| 2004      | ф  | Потанцюймо?                                              | Shall We Dance                            | Пауліна                                    |
| 2004      | ф  | Дівчина з Джерсі                                         | Jersey Girl                               | Ґертруда Стейні                            |
| 2003      | ф  | Джилі                                                    | Gigli                                     | Ріккі                                      |
| 2003      | в  |                                                          | Selena: Greatest Hits                     | Селена (розділ "Siempre Hace Frio")        |
| 2002      | ф  | Покоївка з Мангеттену                                    | Maid in Manhattan                         | Маріса Вентура                             |
| 2002      | ф  | З мене досить                                            | Enough                                    | Слім Гіллер                                |
| 2001      | ф  | Очі янгола                                               | Angel Eyes                                | Шерон Поґе                                 |
| 2001      | ф  | Весільний переполох                                      | The Wedding Planner                       | Мері Фіоре                                 |
| 2000      | ф  | Клітка                                                   | The Cell                                  | Кетрін Дін                                 |
| 1998      | мф | Мураха Антц                                              | Antz                                      | Ацтека (голос)                             |
| 1998      | ф  | Поза полем зору                                          | Out of Sight                              | Карен Сіско                                |
| 1997      | ф  | Поворот                                                  | U Turn                                    | Ґрейс Маккенна                             |
| 1997      | ф  | Анаконда                                                 | Anaconda                                  | Террі Флорес                               |
| 1997      | ф  | Селена                                                   | Selena                                    | Селена Кінтанілья                          |
| 1996      | ф  | Кров і вино                                              | Blood and Wine                            | Ґабріела / Ґаббі                           |
| 1996      | ф  | Джек                                                     | Jack                                      | пані Маркес                                |
| 1995      | ф  | Грошовий поїзд                                           | Money Train                               | Ґрейс Сантьяґо                             |
| 1995      | ф  | Моя сім'я                                                | My Family                                 | юна Марія Санчес (1920-ті роки)            |
| 1994      | с  | Готель «Малібу»                                          | Hotel Malibu                              | Мелінда Лопес (6 епізодів)                 |
| 1994      | с  | Південний Лос-Анджелес                                   | South Central                             | Люсіль (4 епізоди)                         |
| 1993—1994 | с  | Другі шанси                                              | Second Chances                            | Мелінда Лопес (6 епізодів)                 |
| 1993      | тф | Крах рейсу номер 7                                       | Nurses on the Line: The Crash of Flight 7 | Розі Ромеро                                |
| 1991—1993 | с  | У яскравих барвах                                        | In Living Color                           | учасниця гурту Fly Girl (61 епізод)        |
| 1986      | ф  | Моя маленька дівчинка                                    | My Little Girl                            | Майра                                      |

### Продюсерка
| Рік       |     | Українська назва    | Оригінальна назва                                   | Роль                               |
| --------- | --- | ------------------- | --------------------------------------------------- | ---------------------------------- |
|           | тф  |                     | Bye Bye Birdie Live! (pre-production)               | виконавча продюсерка               |
| 2019      | ф   | Стриптизерки        | Hustlers                                            | продюсерка                         |
| 2019      | с   |                     | Good Trouble                                        | виконавча продюсерка (13 епізодів) |
| 2019      | с   | Світ танцю          | World of Dance                                      | виконавча продюсерка (1 епізод)    |
| 2018      | ф   | Почни спочатку      | Second Act                                          | продюсерка                         |
| 2016—2018 | с   | Відтінки синього    | Shades of Blue                                      | виконавча продюсерка (27 епізодів) |
| 2013—2018 | с   | Фостери             | The Fosters                                         | виконавча продюсерка (94 епізоди)  |
| 2017      | тф  |                     | One Voice Somos Live: A Concert for Disaster Relief | виконавча продюсерка               |
| 2015      | тф  |                     | Neighborhood Sessions: Jennifer Lopez               | виконавча продюсерка               |
| 2015      | ф   | Фатальна пристрасть | The Boy Next Door                                   | продюсерка                         |
| 2014      | док |                     | Jennifer Lopez: Dance Again                         | виконавча продюсерка               |
| 2014      | док |                     | Los Jets                                            | виконавча продюсерка               |
| 2011—2014 | с   |                     | South Beach Tow                                     | виконавча продюсерка (32 епізоди)  |
| 2013      | с   |                     | A Step Away                                         | виконавча продюсерка (4 епізоди)   |
| 2012      | с   |                     | ¡Q'Viva!: The Chosen                                | виконавча продюсерка               |
| 2007      | с   |                     | Como ama una mujer (міні-серіал)                    | виконавча продюсерка (5 епізодів)  |
| 2007      | ф   |                     | Feel the Noise                                      | продюсерка                         |
| 2007      | с   |                     | Dancelife                                           | виконавча продюсерка               |
| 2006      | ф   | Співак              | El cantante                                         | продюсерка                         |
| 2006      | с   | Південний пляж      | South Beach                                         | виконавча продюсерка (8 епізодів)  |
| 2001      | док |                     | Jennifer Lopez in Concert                           | виконавча продюсерка               |
| 2000      | док |                     | Jennifer Lopez: Feelin' So Good                     | виконавча продюсерка               |

## Дискографія
- 1999: On the 6
- 2001: J. Lo
- 2002: This Is Me… Then
- 2005: Rebirth
- 2007: Como Ama una Mujer (іспаномовний альбом)
- 2007: Brave
- 2011: Love?
- 2014: A.K.A.
- 2024: This Is Me... Now

### Відеокліпи
| Роки | Назва                                            | Виконавці                                                   | Ролі        |
| ---- | ------------------------------------------------ | ----------------------------------------------------------- | ----------- |
| 2018 | Limitless                                        | Jennifer Lopez                                              |             |
| 2018 | Te Bote 2 (Remix 2)                              | Casper Magico, Nio Garcia, Cosculluela, JLo, Wisin y Yandel |             |
| 2018 | Te Gusté                                         | Jennifer Lopez & Bad Bunny                                  |             |
| 2018 | Te Bote 2 (Remix)                                | Anuel AA Feat. Nio García, Jennifer Lopez, Casper           |             |
| 2018 | Girls Like You                                   | Maroon 5 feat. Cardi B                                      | дівчина     |
| 2018 | Dinero                                           | Jennifer Lopez Feat. DJ Khaled, Cardi B                     |             |
| 2018 | El anillo                                        | Jennifer Lopez                                              | королева    |
| 2018 | Se Acabo el Amor                                 | Abraham Mateo Feat. Yandel and Jennifer Lopez               |             |
| 2017 | Amor, Amor, Amor                                 | Jennifer Lopez feat. Wisin                                  |             |
| 2017 | Ni tú ni yo                                      | Jennifer Lopez Feat. Gente de Zona                          |             |
| 2016 | Ain't Your Mama                                  | Jennifer Lopez                                              |             |
| 2016 | El mismo sol (Under the Same Sun) — B-Case Remix | Alvaro Soler Feat. Jennifer Lopez                           |             |
| 2015 | Back It Up                                       | Prince Royce Feat. Jennifer Lopez & Pitbull                 |             |
| 2015 | Feel the Light                                   | Jennifer Lopez                                              |             |
| 2014 | Stressin                                         | Fat Joe Feat. Jennifer Lopez                                |             |
| 2014 | Booty                                            | Jennifer Lopez ft Iggy Azalea                               |             |
| 2014 | Booty                                            | Jennifer Lopez Ft Pitbull                                   |             |
| 2014 | Worry No More                                    | Jennifer Lopez Feat. Rick Ross                              |             |
| 2014 | Emotions                                         | Jennifer Lopez                                              |             |
| 2014 | First Love                                       | Jennifer Lopez                                              |             |
| 2014 | I Luh Ya Papi                                    | Jennifer Lopez Feat. French Montana                         |             |
| 2014 | Adrenalina                                       | Wisin Feat. Jennifer Lopez & Ricky Martin                   |             |
| 2014 | Same Girl                                        | Jennifer Lopez                                              |             |
| 2013 | Live It Up                                       | Jennifer Lopez Feat. Pitbull                                |             |
| 2012 | Goin' In                                         | Jennifer Lopez Feat. Flo Rida                               |             |
| 2012 | Follow the Leader                                | Wisin & Yandel featuring Jennifer Lopez                     |             |
| 2012 | Dance Again                                      | Jennifer Lopez Feat. Pitbull                                |             |
| 2011 | T.H.E. — The Hardest Ever                        | Will.I.Am Feat. Mick Jagger & Jennifer Lopez                |             |
| 2011 | Papi                                             | Jennifer Lopez                                              |             |
| 2011 | I'm Into You                                     | Jennifer Lopez Feat. Lil Wayne                              |             |
| 2011 | On the Floor                                     | Jennifer Lopez Feat. Pitbull                                |             |
| 2011 | Good Hit                                         | Jennifer Lopez                                              |             |
| 2009 | Fresh Out the Oven                               | Jennifer Lopez Feat. Pitbull                                |             |
| 2007 | Hold It Don't Drop It                            | Jennifer Lopez                                              |             |
| 2007 | Do It Well                                       | Jennifer Lopez                                              |             |
| 2007 | Me Haces Falta                                   | Jennifer Lopez                                              |             |
| 2007 | Qué hiciste                                      | Jennifer Lopez                                              |             |
| 2006 | Control Myself                                   | LL Cool J Feat. Jennifer Lopez                              |             |
| 2005 | Hold You Down                                    | Jennifer Lopez Feat. Fat Joe                                |             |
| 2005 | Get Right                                        | Jennifer Lopez                                              |             |
| 2003 | Baby I Love U!                                   | Jennifer Lopez                                              |             |
| 2003 | I'm Glad                                         | Jennifer Lopez                                              |             |
| 2003 | All I Have                                       | Jennifer Lopez Feat. LL Cool J                              |             |
| 2002 | Jenny from the Block                             | Jennifer Lopez                                              |             |
| 2002 | Alive                                            | Jennifer Lopez                                              |             |
| 2002 | I'm Gonna Be Alright                             | Jennifer Lopez                                              |             |
| 2002 | Ain't It Funny, Remix                            | Jennifer Lopez Feat. Ja Rule                                |             |
| 2001 | Ain't It Funny                                   | Jennifer Lopez                                              |             |
| 2001 | What's Going On                                  | All Star Tribute                                            |             |
| 2001 | I'm Real — Remix                                 | Jennifer Lopez & Ja Rule                                    |             |
| 2001 | I'm Real                                         | Jennifer Lopez                                              |             |
| 2001 | Play                                             | Jennifer Lopez                                              |             |
| 2000 | Love Don't Cost a Thing                          | Jennifer Lopez                                              |             |
| 2000 | Let's Get Loud                                   | Jennifer Lopez                                              |             |
| 1999 | Feelin' So Good                                  | Jennifer Lopez                                              |             |
| 1999 | If You Had My Love                               | Jennifer Lopez                                              |             |
| 1999 | No Me Ames                                       | Jennifer Lopez                                              |             |
| 1999 | Waiting for Tonight                              | Jennifer Lopez                                              |             |
| 1998 | Baila                                            | Jennifer Lopez                                              |             |
| 1997 | Been Around the World                            | Puff Daddy Featuring Mase                                   | принцеса    |
| 1993 | That's the Way Love Goes                         | Janet Jackson                                               | танцюристка |
| 1991 | (Hurt Me! Hurt Me!) But the Pants Stay On        | Samantha Fox                                                | танцюристка |